# Tovarochloa
Tovarochloa és un gènere monotípic de plantes de la família de les poàcies. La seva única espècie: Tovarochloa peruviana T.D.Macfarl. i But, és originària del Perú.

## Descripció
Planta alpina anual amb canyes de 0,3-1 cm d'alt; herbàcia. Nodes dels culms ocults per beines de les fulles (els entrenusos condensats). Les fulles no auriculades. Beines verdes o hialines, amb marges amplis membranosos. Les làmines de les fulles linears a ovades; estretes (però relativament àmplies, i curtes); plana o plegada; sense venació. La lígula present (fulles inferiors), o absents (fulles superiors); és una membrana ciliada; no truncada de 0,3 mm de llarg. Plantes bisexuals, amb espiguetes bisexuals; amb flors hermafrodites.

## Taxonomia
Tovarochloa peruviana va ser descrita per T.D.Macfarl.&But i publicat a Brittonia 34(4): 478-481, f. 1. 1982.
Etimologia
Tovarochloa nom genèric que deriva de la paraula grega chloa (herba), i el nom d'Oscar Tovar, agrostòleg peruà.
peruviana: epítet geogràfic que al·ludeix a la seva localització en Perú.